# NGC 2901
NGC 2901 је ознака објекта на координатама са ректансцензијом 9h 32m 36,0s и деклинацијом + 31° 6" 0'. Открио га је Ормонд Стоун, 1886. године. Каснијим посматрањима на том положају није уочен никакав астрономски објекат.